# Sandra Afrika
Sandra Prodanović (em sérvio cirílico: Сандра Продановић; nascida em 1 de abril de 1988), mais conhecida pelo nome artístico Sandra Afrika (Сандра Африка), é uma cantora sérvia de turbo-folk.
Sandra nasceu em Belgrado, então capital da Iugoslávia, na família Prodanović; filha de Jasmin e irmã de Miloš e Anita. Começou sua carreira como membro de um grupo de dança do cantor de turbo-folk sérvio Mile Kitić.
Em 2007 Sandra lançou seu primeiro single, "Afrika", seu pseudônimo atual.

## Discografia
| - Afrika (2007) - Kad me vidiš (2008) - Kad zaplačem (2008) - E pa neću (2009) - Pogledaj me (ft. Deni Boneštaj) (2009) - Baš mi je žao (2009) | - Vrela noć (2010) - Molićeš me (2011) - Samo poželi (ft. Srećko Savović) (2011) - Crni Mile (2011) - Crni Mile (2011) - Divlja jagoda (2012) | - Nemam limit (ft. Shwarz) (2012) - Abrakadabra (2012) - Neko će mi noćas napraviti sina (2012) - Devojka tvog druga (ft. Costi Ioniță) (2013) - Oči plave (ft. Saša Kapor) (2014) - 300 čuda (ft. Marko Vanilla) (2014) | - Bye bye (ft. Costi Ioniță) (2014) - Haljina bez ledja (ft. MC Stojan) (2014) - Devojački san (ft. Costi Ioniță) (2014) - Pozovi ga ti (ft. Goca Tržan) (2015) - Usne bez karmina (2015) - Ljubav stara (2015) |